# Tuttle (Californie)
Pour les articles homonymes, voir Tuttle.
Tuttle est une census-designated place du comté de Merced, dans l'État de Californie, aux États-Unis,. En 2020, elle compte une population de 102 habitants.